# Caïn et sa race maudits de Dieu
Caïn et sa race maudits de Dieu est une sculpture en marbre d'Antoine Étex, réalisée entre 1833 et 1839 après une première version en plâtre, réalisée à Rome de 1831 à 1832, conservée à la Chapelle Saint-Louis de la Salpêtrière à Paris. L'œuvre s'inspire de la scène biblique du premier meurtre : celui d'Abel par son frère Caïn. Elle est présentée pour la première fois au Salon de Paris de 1833 en plâtre puis en 1839 en marbre et remporte un grand succès. Elle est depuis exposée au musée des Beaux-Arts de Lyon.
Le succès d'Étex le place comme chef de file de la génération de sculpteurs romantiques des années 1830-1840 et aurait, d'après des journaux comme Le Temps, inoculé la « maladie du biblisme » au sein de l'Académie de France à Rome.

## Description

### Le sujet biblique
Étex fait le choix du thème biblique de Caïn qu'il avait déjà à l'esprit en arrivant à Rome. Le personnage de Caïn provient du chapitre 4 de la Genèse (premier livre de la Bible) qui narre l'histoire d'Abel et Caïn, les deux fils du premier couple, Adam et Eve. Lors d'un sacrifice à leur Dieu, Caïn, paysan, offre une partie de sa récolte tandis que son frère cadet, Abel, berger, offre en holocauste des bêtes de son troupeau. Dieu préférant l'offrande d'Abel, Caïn le tue par jalousie, devenant le premier meurtrier. Il est alors condamné à errer avec sa famille jusque dans les terres du Nord et est marqué au front par Dieu afin d'être épargné par quiconque voudrait abréger ses souffrances.
Ainsi, il s'agit là d'un sujet porteur de symbolique : celle du premier meurtrier, de l'errance, des frères ennemis (thème récurrent dans beaucoup de tradition, par exemple Osiris et Seth dans la mythologie égyptienne, Étéocle et Polynice dans la mythologie grecque, Romulus et Rémus dans le mythe de la fondation de Rome, Shun et Yao dans la mythologie chinoise…).
Étex se penche sur la notion de malédiction et d'errance, comme l'indique l'intitulé de l'œuvre qui souligne que la malédiction a déjà eu lieu. 
Le mythe biblique de Caïn est un mythe auquel font beaucoup appel les écrivains, tels que Dante Alighieri dans la Divine Comédie (1472), Agrippa d'Aubigné (Vengeances dans Les Tragiques, 1616), George Gordon Byron (Caïn, 1821), Charles Baudelaire (Abel et Caïn dans Les Fleurs du mal, 1857), Victor Hugo (La Conscience dans La Légende des Siècles, 1877), et les artistes comme, entre autres Pierre Félix Trezel (La Fuite de Caïn après son crime, 1812), Paulin Guérin (Caïn après le meurtre d'Abel), Fernand Cormon (Caïn fuyant avec sa famille, 1880), Gustave Moreau (La Vie de l'Humanité, 1896), etc.

### Description plastique
L'œuvre est monumentale (2,05 m de haut ; 1,71 m de large ; 1,53 m de profondeur). Elle représente quatre personnages : Caïn, sa femme et ses deux enfants, nus et accablés. Caïn, au corps musclé, est assis le dos et les épaules droits, mais la nuque voûtée et la tête renversée sur sa poitrine, témoignant de son désespoir. Son visage n'est pas visible de prime abord et il faut se pencher pour le voir. Il a une large mâchoire, les joues creuses, le regard grave et ses cheveux tombent sur son front, masquant la marque qu'il porte à la suite du châtiment divin. Son bras droit tombe en arrière tandis que le gauche est délicatement posé sur le dos de sa femme. Celle-ci est à genoux, courbée en avant, le bras droit et le front appuyés sur la cuisse de Caïn, le visage occulté par ses cheveux en cascade. De l'autre bras, elle tient son nourrisson contre son sein, comme pour le lui donner sans pour autant le faire. De l'autre côté, à la droite de l'homme, le fils aîné se tient debout et s'appuie contre le buste de son père et le fixe du regard.
La sculpture s'inscrit dans une construction pyramidale, accentuant son aspect colossal, constituée d'une base, le socle circulaire et irrégulier, d'un sommet, celui du crâne de Caïn, et de deux lignes directrices principales, l'une inspirée par la jambe droite et le dos du fils aîné et qui se prolonge dans son regard vers son père, l'autre évoquée par la hanche de la femme et le bras de Caïn posée sur son dos. Cependant, si la construction pyramidale suggère généralement un mouvement vers le haut, l'effet est ici inversé par les corps de Caïn et de sa femme courbés vers le bas et surtout par l'orientation du regard de l'homme en direction du sol.
L'œuvre est sculptée dans du marbre blanc. Cependant, Étex altère la couleur d'origine du matériau à l'aide d'une teinture d'oxyde de fer et lui donne une nuance plus ocre. Il ne cherche pas le souci du détail, ce qui donne un aspect plutôt brut à la sculpture.

## Contexte historique
Rappelons que la réalisation de l'œuvre prend place dans une atmosphère d'incertitude et de déception, créé par un contexte d'évolution économique et sociale - entre autres, la révolution industrielle, une accentuation des disparités sociales - mais surtout de bouleversements politiques. En effet, en 1830 a lieu la Révolution de juillet, le 27, 28 et 29 juillet, aussi connue sous le nom des Trois Glorieuses et à laquelle Étex a pris part de manière active.
Ce soulèvement révolutionnaire est une réaction à la publication par Charles X de quatre ordonnances ayant pour but d'étouffer l'opposition libérale, comprenant la suppression de la liberté de presse, la dissolution de la Chambre des députés qui vient d'être élue, la restriction du cens électoral pour le suffrage censitaire et la convocation des collèges électoraux en septembre. Les Parisiens des classes moyennes se révoltent et barricadent les rues jusqu'à l'abdication de Charles X. Louis-Philippe Ier prend progressivement le pouvoir, jusqu'à l'avènement de la Monarchie de Juillet le 9 août, aux dépens des Républicains.

## L'artiste et son œuvre

### L'artiste entre 1827 et 1848
Antoine Etex, étudiant à l'École des beaux-arts depuis 1824 (il avait alors 16 ans), élève entre autres de James Pradier et de Jean-Auguste-Dominique Ingres, concourt aux Grands Prix de Rome, de 1827 à 1830 ; il n'obtient cependant jamais la première place. À la suite de ce qu'il considère comme un échec, il quitte l'École des beaux-arts et grâce au ministère de l'Intérieur et à Charles Lenormant, directeur des Beaux-Arts, il obtient une pension et part deux ans en Italie pour affiner ses connaissances artistiques. Là, il conçoit le plâtre de Caïn et se race maudits de Dieu, qu'il expose au Salon de 1833, où il remporte un franc succès. Il est sollicité la même année par Adolphe Thiers, Ministre des Travaux Publics, pour la réalisation de deux hauts-reliefs de l'Arc de triomphe de l'Étoile de Paris, à savoir « La résistance de 1814 » et « La paix de 1815 ».
De plus, Étex prend part à la vie politique française. Tout d'abord, il participe à la Révolution de juillet en 1830, se plaçant dans l'opposition au pouvoir de Charles X. Après la Révolution de 1848 qui renverse le pouvoir de Louis-Philippe, il se présente également aux élections de l'Assemblée constituante d'avril 1848, pour la rédaction de la Constitution de la Seconde République, où il se sert de son Caïn et sa race maudits de Dieu comme d'un argument électoral. On peut d'ailleurs citer l'artiste : « Je suis l'auteur de Caïn, ce premier prolétaire opprimé par l'aristocratie naissante ».

### Genèse de l'œuvre et réalisation
C'est pendant ses deux années passées à Rome (1831-32) qu'il crée la première version en plâtre de Caïn et sa race maudits de Dieu. Ayant précédemment échoué au Grand Prix de Rome, Étex fait le choix d'une sculpture imposante dans le but de conquérir Paris. L'artiste commence le plâtre à la fin de l'été 1831, et l'achève en 1832. 
Pour ses modèles, Étex choisit, comme beaucoup d'artistes, des individus qui ne sont pas modèles de profession. Ainsi, pour la femme du groupe de Caïn, il choisit une jeune femme qu'il décrit comme une « belle fille blonde du Transtévère » nommée Angelina. Cependant, Angelina finit par disparaître. Il la remplace donc par une « belle grande femme romaine » de vingt ans nommée Vittoria, fiancée du clarinettiste de l'orchestre du Teatro Valle. Pour l'aîné des enfants, Étex prend pour modèle un jeune garçon, qu'il ne semble pas connaître, de sept ou huit ans. Le modèle du nourrisson dans les bras de sa mère est quant à lui l'enfant de la Signora Masucci, sa « padrona di casa », femme du Signore Masucci à qui il louait son atelier. Il parle par ailleurs de cet enfant comme d'un « bel putto (beau chérubin) de douze mois ». Enfin, pour l'homme, il pense tout d'abord à Giacomo, modèle de profession, mais le juge cependant trop vieux pour servir de modèle au personnage qu'il souhaite représenter. Étex se met donc en quête d'un modèle dans les rues de Rome, et rencontre un « grand gaillard de six pieds, campagnard de la marche d'Ancône ». Il commence par réaliser la tête et les bras de son œuvre pour mettre en confiance son modèle et « ne pas l'effaroucher dans sa pudeur », puis travaille l'ensemble du corps nu. Il ébauche ainsi, pour reprendre ses termes, son Caïn et sa race maudits de Dieu.
Le succès du plâtre du Caïn d'Étex lui a permis de réaliser son œuvre en marbre. En effet, à la suite de l'exposition de l'œuvre d'Etex, le journal L'Artiste la cite comme « une des œuvres les plus remarquables exposées ces vingt dernières années » et s'étonne publiquement qu'Étex n'ait pu avoir l'occasion de la reproduire en marbre. Ainsi, dans un second article publié quelques jours avant la fin du Salon de 1833, le journal s'adresse au Gouvernement en ces termes : « Quoi ! Pour quelques milliers de francs, allez-vous laisser ce magnifique groupe de Caïn incomplet, allez-vous le laisser perdu, et oublié dans l'atelier d'un jeune homme qui a usé à cette tâche une partie de son génie et de sa vie, qui attend de pouvoir en faire un chef-d'œuvre, n'allez-vous pas lui fournir les fonds et un bloc de marbre ? ». 
Étex reçoit par la suite la visite d'Alexandre Dumas, qui lui annonce que le ministre Adolphe Thiers lui commandera une version en marbre de son Caïn et sa race maudits de Dieu, pour laquelle il recevra la Légion d'honneur ainsi que 35 000 francs. Étex réalisera donc son marbre entre 1833 et 1839, mais c'est en 1836 que l'État le lui commandera. Une fois achevé, il est exposé au Salon de 1839 puis transmis au musée de Lyon.

### Signification et portée
l'interprétation du récit biblique par l'artiste peut être rapprochée de celle de la pièce de théâtre Caïn (1821) de George Gordon Byron.
Étex fait le choix de représenter Caïn et sa famille en tant que maudits. D'un point de vue artistique, il semble soulever la question de la représentation du désespoir et de l'errance : « Comment exprimer, au-delà de l'accablement, le châtiment divin, l'errance ? ». Il s'agit d'illustrer le « mal du siècle » et la déception de sa génération romantique pour laquelle la notion d'errance est chère : pour reprendre les mots d'Alfred de Musset dans La Confession d'un enfant du siècle, « Toute la maladie du siècle présent vient de deux causes ; le peuple qui a passé par 93 et par 1814 porte au cœur deux blessures. Tout ce qui était n'est plus ; tout ce qui sera n'est pas encore. Ne cherchez pas ailleurs le secret de nos maux ».
De plus, Étex prête à son œuvre une portée politique. Il considère lui-même son Caïn comme le « premier prolétaire opprimé par l'aristocratie naissante » et s'en sert comme d'un argument électoral en 1848. « Respect au marbre ! Réservons-le aux grands hommes, aux têtes belles, aux grandes pensées ! Ne représentons pas la vieillesse et la laideur de la bourgeoisie, laissons-les à la peinture ! Elle qui gomme, elle qui arrange, elle qui illumine... La sculpture n'est que forme pure, ne dissimule rien ! Réservons le marbre à la pureté de ce qui intéressera les générations futures. ». 
Sa tonalité polémique invite à voir cette sculpture du maudit accablé comme la parole d'un opprimé. Théophile Gautier, dans la critique qu'il fait de l'œuvre, alors exposée au Salon de 1839, pour le périodique La Presse, dit ceci : « il n'incline que son front stigmatisé du sceau de la malédiction ; son torse de Titan reste droit et ses épaules, larges à porter le monde comme celles d'Atlas, ne s'inclinent pas sous le vent de la colère divine ; il proteste sourdement contre la sentence de Dieu, et peut-être si le crime était à faire le recommencerait-il ! [...] ; il est foudroyé, mais non vaincu ; il souffre, mais ne se repent pas ». À travers cette interprétation, le maudit est non seulement accablé et opprimé, mais il est aussi en révolte contre Dieu. Ainsi, en représentant, à l'instar de Byron, le récit de Caïn comme celui d'une révolte contre Dieu, Étex semble vouloir représenter implicitement une révolte contre l'État, à savoir la Monarchie parlementaire de Louis-Philippe.

## Déplacements, réception et postérité

### Chronologie des déplacements et critiques respectives
Le plâtre est considéré au Salon de 1833 comme « l'une des pièces capitales pour ce Salon », et y décroche une médaille. Malgré un succès général, il provoque aussi de vives critiques. Jean-Auguste-Dominique Ingres, néo-classicique, y dénonce les dangers d'une « sculpture d'expression », autrement dit dans la recherche du lyrisme plutôt que dans celle de la perfection de la forme. Les critiques s'étonnent devant la facture négligée, « jugée peu soignée » ; Jal déplore le choix d'un physique germanique plutôt que celui de la « beauté mâle et noblement élégante du Midi et de l'Orient » ; le choix de représenter l'abattement de Caïn étonne, puisque dans le texte d'origine, il est avant tout un révolté qui reste impie malgré la sentence divine. Mais dans l'ensemble, l'avis reste très positif. Il est même remarqué par un journaliste de L'Artiste, qui est à l'origine de la subvention du marbre par Louis-Philippe. 
Au Salon de 1839, le marbre déçoit les attentes des critiques. Théophile Gautier est le seul à en donner une critique élogieuse, dans le journal La Presse : « Le Caïn et sa famille après la malédiction, de M. Étex est une composition grandiose et de premier ordre ». Il parle d'un arrangement « plein de noblesse et de simplicité » et salut l'émouvante retranscription de la révolte contre Dieu (voir 3.3).
Quant à la version en plâtre, qui est resté en possession de l'artiste après le Salon de 1833, elle réapparaît en public à l'Exposition universelle de 1855. Le prestige de 1833 a disparu, la critique est modérée, insistant sur l'exécution grossière de l'œuvre et le manque de finesse dans son exécution : Claude Vignon parle d'une « sculpture […] peu faite ». Mais dans l'ensemble, l'avis général suivra celui d'Edmond About : « En sculpture, comme dans tous les arts, une grande idée a plus de prix que tous les raffinement de l'exécution ».
De 1856 à 1883, le plâtre disparaît jusqu'à être remarqué à la Chapelle de la Salpêtrière, où il se trouve encore aujourd'hui, tandis que le marbre reste au musée des Beaux-Arts de Lyon.

### Influence et postérité
L'œuvre d'Étex a une forte influence immédiate sur la sculpture après 1830. Dès son exposition à Rome, Édouard Charton lui en réclame des croquis pour son journal Le Magasin pittoresque (elle apparaît à la page 117).
D'après le journal Le Temps, le Caïn d'Étex aurait inoculé la « maladie du biblisme » au sein de l'Académie Française à Rome, en consacrant à un récit biblique une production aussi grande et riche, exposée en France comme en Italie. Ainsi, elle stimule la création artistique en sculpture autour de récits bibliques, notamment de la Genèse.
C'est ainsi que Jouffroy, par exemple, propose en 1836 un Caïn après la malédiction, ou que Perraud sculpte entre 1852-53 son Adam après la chute. L'influence d'Étex se fait sentir dans ces œuvres qui font écho au Caïn d'Etex.
Les dessins et croquis illustratifs sont exposés au County Museum of Arts, Los Angeles, après avoir été un temps à la Heim Gallery de Londres[réf. nécessaire].